# Ulrik Holm
Jöns Ulrik Holm (i riksdagen kallad "Holm i Jonsgård"), född 6 december 1859 i Ströms församling i norra Jämtland, död 16 februari 1924 i Ströms församling,  var en agronom, bruksägare och politiker.

## Verksamhet
Holm var landstingsman i Jämtlands läns landsting, och senare ledamot av riksdagens första kammare 1916–1917 och tillhörde första kammarens nationella parti. I riksdagen skrev han en egen motion om avslag på propositionen om en tvärbana Hoting–Forsmo och ytterligare utredning angående en tvärbana Ulriksfors–Långsele.
Holm och hans far, Per Holm, spelade åren kring sekelskiftet 1900 en stor roll för industrialiseringen i Ströms kommun, och i hela regionen omkring Strömsund. 
De startade bland annat år 1904 Lövöns vattenkraftverk, strax söder om byn Vågdalen, och var år 1915 medgrundare till Ulriksfors sulfitfabrik. Han var styrelseledamot i Jämtlands Folkbank 1915–1922.